# ليه مايلز
ليه مايلز (بالإنجليزية: Les Miles)‏ هو سياسي أمريكي، ولد في 10 نوفمبر 1953 بإليريا في الولايات المتحدة.